# قمبود ماينرتي
قمبود ماينرتي (الاسم العلمي: Campodea meinerti) هو نوع من الحيوانات يتبع جنس القمبود من فصيلة القمابيد.